# Roman épistolaire
Pour l’article homonyme, voir Épistolaire.
 (juin 2016).
Si vous disposez d'ouvrages ou d'articles de référence ou si vous connaissez des sites web de qualité traitant du thème abordé ici, merci de compléter l'article en donnant les références utiles à sa vérifiabilité et en les liant à la section « Notes et références ».

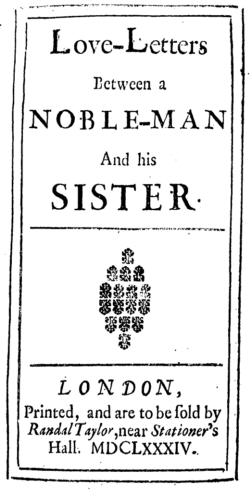
Aphra Behn, Love Letters Between a Noble Man and His Sister, ou Lettres d’amour entre un homme et sa sœur.

Le roman épistolaire (ou parfois une nouvelle épistolaire) est un genre littéraire dans lequel le récit se compose de la correspondance fictive ou non d’un ou plusieurs personnages. Les chapitres de ces romans sont généralement organisés par les lettres écrites entre les personnages (chaque lettre séparée des autres et portant un chiffre, une date, le nom du destinataire ou une combinaison de ces éléments).
Ce genre est né au XVIIe siècle et resta très prisé au XVIIIe siècle. Le ressort principal du genre épistolaire, qui le rapproche ainsi du genre théâtral, est de renforcer l’effet de réel en donnant au lecteur le sentiment de s’introduire dans l’intimité des personnages à leur insu.

## Définition
Le roman épistolaire est un genre autonome de communication indirecte différée : il relie un émetteur et un ou plusieurs récepteurs en dehors du cadre spatio-temporel. Dans sa variante récente de roman par courriel, si elle reste indirecte, le caractère différé de la communication joue moins.
D’un point de vue formel, il se rapproche du genre épistolaire, attesté dès l’antiquité gréco-latine. Dès ces époques et plus tard, existent des fictions épistolaires où les auteurs supposés sont fictifs (Lettres d’Alciphron, Héroïdes d’Ovide) ou réels mais leur correspondance parfaitement inventée (Lettres de Chion d'Héraclée, lettres d’Abélard et d’Héloïse). Cependant, à la différence du roman, ces auteurs antiques ou anciens maintiennent la fiction extratextuelle de rédacteurs réels d’une correspondance réelle, même si leurs lecteurs ne s’y trompent probablement pas.
On trouve une certaine permanence à l’œuvre dans le genre épistolaire qui est celle d'une vocation à la fois sentimentale et didactique.

## Histoire
Le roman épistolaire est aussi ancien que le genre roman tel qu’on l’entend, de « récit de fiction en prose présentant plusieurs épisodes » (même si cette définition s’applique moins strictement, à partir de la fin du XIXe siècle, à certains ouvrages classés comme romans). Bien que dès 1492 l’Espagnol Diego de San Pedro ait publié Cárcel de amor, qui se compose pour partie des correspondances de ses personnages, le premier roman épistolaire attesté est Processo de cartas de amores que entre dos amantes pasaron de l’Espagnol Juan de Segura, paru en 1548 ; en 1563, l’Italien Luigi Pasqualigo publiait Lettere amorose ; en 1602, l’Anglais Nicolas Breton publie à son tour un roman épistolaire, A Post with a Packet of Mad letters.
L’expansion du genre au XVIIe siècle et au XVIIIe siècle n’est pas sans rapports avec l’usage courant à l’époque des procédés de la mise en abyme et du récit enchâssé dans le roman et le théâtre, où à l’intérieur d’un récit-cadre prend place un autre récit, reproduction ou représentation du récit principal dans le cas de la mise en abyme, récit dans le récit dans le cas de l’enchâssement. Si on le trouve partout en Europe voire dans d’autres parties du monde, les trois pays où il fut le plus souvent utilisé aux XVIIe et XVIIIe siècles furent l’Angleterre, l’Allemagne et la France.
A la fin du XVIIIe siècle et au début du XIXe siècle, ce sont majoritairement des femmes qui investissent le roman par lettres. Parmi elles, on compte Mme Cottin et Mme de Staël par exemple, qui revendiquent l'héritage de l'écrivain anglais Richardson et par là la vocation morale de leur œuvre.
Le roman épistolaire n’est que l’un des nombreux procédés que, dès l’origine, les auteurs de romans employèrent pour obtenir un effet de réel, le plus courant étant celui du « texte trouvé », une variante du récit enchâssé, que Cervantès lui-même, considéré comme le fondateur du roman moderne, utilise dans son Don Quichotte, censé être la reprise de textes existants, procédé utilisé très régulièrement depuis (parmi bien d’autres, Le Manuscrit trouvé à Saragosse de Jean Potocki, Les Aventures d'Arthur Gordon Pym d’Edgar Allan Poe…).
Nombre de romanciers du XVIIe siècle suivirent l’exemple de Diego de San Pedro, et inclurent la correspondance supposée des personnages du roman ou de personnages extérieurs à l’action dans le cours du récit, tels Honoré d'Urfé dans l'Astrée (1607-1627), Madeleine de Scudéry dans Artamène ou le Grand Cyrus (1649-1653), Madame de La Fayette dans La Princesse de Clèves (1678).

## Structure
Si la structure générale du roman épistolaire est généralement la même, avec un avant-propos, les intentions (en général édifiantes) de l’éditeur de la supposée correspondance (il s'agit souvent de préfaces auctoriales dénégatives,, c'est-à-dire qu'elles sont bien écrites par l'auteur mais que celui qui s'exprime prétend de ne pas avoir écrit le texte qui suit), le corps du récit composé de cette correspondance, parfois accompagnée de notes, et assez souvent une postface de l’éditeur ou d’un commentateur, la structure du corps du récit est très variable : nombre de correspondants, d’un seul (les Lettres portugaises, La Vie de Marianne de Marivaux, Les Souffrances du jeune Werther de Goethe) à deux (Les Pauvres Gens de Fiodor Dostoïevski, Julie ou la Nouvelle Héloïse de Jean-Jacques Rousseau) ou plusieurs (Les Liaisons dangereuses de Choderlos de Laclos, l'Expédition de Humphry Clinker de Tobias Smollett) ; moment de la correspondance, contemporaine de l’action décrite (Lettres portugaises, Les Souffrances du jeune Werther, Les Liaisons dangereuses) ou postérieure à elle (Vie de Marianne) ; romans d’action (Les Liaisons dangereuses, Expédition de Humphry Clinker), psychologique (Les Souffrances du jeune Werther, Clarisse Harlowe de Samuel Richardson) ou mêlant les deux (Lettres portugaises, Julie ou la Nouvelle Héloïse).
En prenant exemple sur la XLVIII des Liaisons Dangereuses de Pierre Choderlos de Laclos, les lettres peuvent avoir plusieurs destinataires (ici, Valmont a fait lire sa lettre à Émilie, qui lui a servi de pupitre, puis à Mme de Merteuil, pour enfin la faire envoyer à Mme de Tourvel). Les lettres, s’adressant au personnage, s’adressent toutefois également au lecteur : c’est une forme – comme au théâtre – de double énonciation.
Chez Honoré de Balzac, le roman épistolaire adopte plusieurs formes : le roman entièrement épistolaire Mémoires de deux jeunes mariées que Jean Rousset cite à titre d'exemple pour la technique, le roman partiellement épistolaire Modeste Mignon, et le roman où l'on apprend dans les toutes dernières pages que le récit entier était le contenu d'une lettre : Le Lys dans la vallée où Félix de Vandenesse raconte sa grande histoire d'amour à Natalie de Manerville.
De même, pour Dracula, Bram Stoker alterne les échanges épistolaires avec les extraits de journaux intimes. Plus d'un siècle plus tard, Matthew Kneale utilisera le même procédé pour son roman historique Les Passagers anglais (English Passengers, 2000), « composé d'extraits de journaux privés et de lettres de plus de 20 personnages différents ».

## Le roman épistolaire auXXIesiècle
Au XXIe siècle, des auteurs écrivent des romans s'inspirant de la tradition épistolaire, en remplaçant les courriers classiques par des outils de communication modernes. En particulier, on trouve des romans s'appuyant sur des échanges par SMS, mais la présence d'un narrateur d'accompagnement, en plus des échanges, sort des contraintes strictement épistolaires. Certains romans comme Le Cercle littéraire des amateurs d’épluchures de patates, paru en 2009, ou Pseudo d'Ella Balaert,respectent cependant toutes les contraintes du genre.
En revanche, le roman La Toile de Sandra Lucbert propose une réécriture contemporaine des Liaisons dangereuses qui réinvestit l'ensemble des codes du genre.

## Romans épistolaires célèbres
Les grands succès du roman épistolaire au XVIIIe siècle sont devenus des modèles du genre :
- Les Liaisons dangereuses, de Choderlos de Laclos, publié en 1782, dont le thème principal est le libertinage ;
- Lettres persanes, de Montesquieu, publié en 1721, exemple célèbre de la technique du regard étranger ;
- Julie ou la Nouvelle Héloïse de Jean-Jacques Rousseau, publié en 1761, réflexion sur la vertu et l'ordre social typique des interrogations de la philosophie des Lumières.